# 1. ŽNL Vukovarsko-srijemska 2011./12.
U Međužupanijsku ligu Osijek – Vinkovci se plasirao NK Slavonac Gradište, dok su u 2. ŽNL Vukovarsko-srijemsku ispali NK Lipovac, NK Sloga Borovo i NK Hajduk Tovarnik.

## Tablica
| Mj. | Klub                              | Sus. | Pobj. | Nerj. | Por. | GR.   | Bod. |
| --- | --------------------------------- | ---- | ----- | ----- | ---- | ----- | ---- |
| 1.  | NK Slavonac Gradište              | 30   | 20    | 5     | 5    | 86:26 | 65   |
| 2.  | NK Vidor Matijević Sremske Laze   | 30   | 15    | 9     | 6    | 56:34 | 54   |
| 3.  | HNK Radnički Vukovar              | 30   | 16    | 5     | 9    | 65:47 | 53   |
| 4.  | NK Vrbanja                        | 30   | 14    | 9     | 7    | 47:33 | 51   |
| 5.  | NK HAŠK Sokol Stari Jankovci      | 30   | 15    | 5     | 10   | 63:49 | 50   |
| 6.  | NK Tomislav Cerna                 | 30   | 15    | 5     | 10   | 58:48 | 50   |
| 7.  | NK Zrinski Bošnjaci               | 30   | 14    | 4     | 12   | 71:44 | 46   |
| 8.  | NK Slavonija Soljani              | 30   | 13    | 5     | 12   | 65:45 | 44   |
| 9.  | NK Borac Drenovci                 | 30   | 12    | 5     | 13   | 48:49 | 41   |
| 10. | NK Dilj Vinkovci                  | 30   | 13    | 2     | 15   | 53:59 | 41   |
| 11. | NK Frankopan Rokovci-Andrijaševci | 30   | 11    | 6     | 13   | 29:40 | 39   |
| 12. | NK Mladost Privlaka               | 30   | 11    | 3     | 16   | 38:71 | 36   |
| 13. | NK Mladost Vođinci                | 30   | 8     | 11    | 11   | 47:58 | 35   |
| 14. | NK Lipovac                        | 30   | 8     | 3     | 19   | 31:73 | 27   |
| 15. | NK Sloga Borovo                   | 30   | 6     | 6     | 18   | 42:84 | 24   |
| 16. | NK Hajduk Tovarnik                | 30   | 6     | 3     | 21   | 46:85 | 21   |

## Rezultati
| NK Mladost Privlaka - HNK Radnički Vukovar 0:5 NK Dilj Vinkovci - NK Slavonija Soljani 1:0 NK HAŠK Sokol Stari Jankovci - NK Slavonac Gradište 0:3 NK Zrinski Bošnjaci - NK Sloga Borovo 4:0 NK Mladost Vođinci - NK Vidor Matijević Srijemske Laze 1:1 NK Lipovac - NK Frankopan Rokovci-Andrijaševci 2:0 NK Vrbanja - NK Tomislav Cerna 3:1 NK Hajduk Tovarnik - NK Borac Drenovci 3:2 | NK Hajduk Tovarnik - NK Vrbanja 0:1 NK Tomislav Cerna - NK Lipovac 4:1 NK Frankopan Rokovci-Andrijaševci - NK Mladost Vođinci 1:0 NK Vidor Matijević Srijemske Laze - NK Zrinski Bošnjaci 2:2 NK Sloga Borovo - NK HAŠK Sokol Stari Jankovci 3:0 NK Slavonac Gradište - NK Dilj Vinkovci 4:1 NK Slavonija Soljani - NK Mladost Privlaka 6:1 NK Borac Drenovci - HNK Radnički Vukovar 2:5  | NK Lipovac - NK Hajduk Tovarnik 2:0 NK Mladost Vođinci - NK Tomislav Cerna 4:2 NK Zrinski Bošnjaci - NK Frankopan Rokovci-Andrijaševci 3:1 NK HAŠK Sokol Stari Jankovci - NK Vidor Matijević Srijemske Laze 1:1 NK Dilj Vinkovci - NK Sloga Borovo 3:1 NK Mladost Privlaka - NK Slavonac Gradište 1:8 HNK Radnički Vukovar - NK Slavonija Soljani 5:0 NK Vrbanja - NK Borac Drenovci 1:1 |
| NK Hajduk Tovarnik - NK Mladost Vođinci 2:2 NK Vrbanja - NK Lipovac 2:0 NK Tomislav Cerna - NK Zrinski Bošnjaci 4:1 NK Frankopan Rokovci-Andrijaševci - NK HAŠK Sokol Stari Jankovci0:1 NK Vidor Matijević Srijemske Laze - NK Dilj Vinkovci 3:1 NK Sloga Borovo - NK Mladost Privlaka 6:2 NK Slavonac Gradište - HNK Radnički Vukovar 3:2 NK Borac Drenovci - NK Slavonija Soljani 2:1  | NK Zrinski Bošnjaci - NK Hajduk Tovarnik 6:2 NK Mladost Vođinci - NK Vrbanja 1:1 NK HAŠK Sokol Stari Jankovci - NK Tomislav Cerna 1:1 NK Dilj Vinkovci - NK Frankopan Rokovci-Andrijaševci 4:0 NK Mladost Privlaka - NK Vidor Matijević Srijemske Laze 0:1 HNK Radnički Vukovar - NK Sloga Borovo 4:1 NK Slavonija Soljani - NK Slavonac Gradište 2:1 NK Lipovac - NK Borac Drenovci 0:1  | NK Hajduk Tovarnik - NK HAŠK Sokol Stari Jankovci 3:1 NK Vrbanja - NK Zrinski Bošnjaci 1:0 NK Lipovac - NK Mladost Vođinci 2:1 NK Tomislav Cerna - NK Dilj Vinkovci 6:2 NK Frankopan Rokovci-Andrijaševci - NK Mladost Privlaka 2:1 NK Vidor Matijević Srijemske Laze - HNK Radnički Vukovar 3:0 NK Sloga Borovo - NK Slavonija Soljani 1:1 NK Borac Drenovci - NK Slavonac Gradište 0:3 |
| NK Dilj Vinkovci - NK Hajduk Tovarnik 4:0 NK HAŠK Sokol Stari Jankovci - NK Vrbanja 0:2 NK Zrinski Bošnjaci - NK Lipovac 6:0 NK Mladost Privlaka - NK Tomislav Cerna 4:1 HNK Radnički Vukovar - NK Frankopan Rokovci-Andrijaševci 3:0 NK Slavonija Soljani - NK Vidor Matijević Srijemske Laze 3:1 NK Slavonac Gradište - NK Sloga Borovo 5:0 NK Mladost Vođinci - NK Borac Drenovci 2:1 | NK Hajduk Tovarnik - NK Mladost Privlaka 1:2 NK Vrbanja - NK Dilj Vinkovci 4:2 NK Lipovac - NK HAŠK Sokol Stari Jankovci 4:1 NK Mladost Vođinci - NK Zrinski Bošnjaci 0:3 NK Tomislav Cerna - HNK Radnički Vukovar 1:4 NK Frankopan Rokovci-Andrijaševci - NK Slavonija Soljani 2:1 NK Vidor Matijević Srijemske Laze - NK Slavonac Gradište 1:2 NK Borac Drenovci - NK Sloga Borovo 3:2  | HNK Radnički Vukovar - NK Hajduk Tovarnik 3:2 NK Mladost Privlaka - NK Vrbanja 0:0 NK Dilj Vinkovci - NK Lipovac 4:1 NK HAŠK Sokol Stari Jankovci - NK Mladost Vođinci 2:0 NK Slavonija Soljani - NK Tomislav Cerna 1:1 NK Slavonac Gradište - NK Frankopan Rokovci-Andrijaševci 2:0 NK Sloga Borovo - NK Vidor Matijević Srijemske Laze 3:2 NK Zrinski Bošnjaci - NK Borac Drenovci 0:1 |
| NK Hajduk Tovarnik - NK Slavonija Soljani 1:1 NK Vrbanja - HNK Radnički Vukovar 1:2 NK Lipovac - NK Mladost Privlaka 0:1 NK Mladost Vođinci - NK Dilj Vinkovci 4:0 NK Zrinski Bošnjaci - NK HAŠK Sokol Stari Jankovci 2:3 NK Tomislav Cerna - NK Slavonac Gradište 0:2 NK Frankopan Rokovci-Andrijaševci - NK Sloga Borovo 0:0 NK Borac Drenovci - NK Vidor Matijević Srijemske Laze 2:2 | NK Slavonac Gradište - NK Hajduk Tovarnik 4:1 NK Slavonija Soljani - NK Vrbanja 1:2 HNK Radnički Vukovar - NK Lipovac 0:0 NK Mladost Privlaka - NK Mladost Vođinci 0:0 NK Dilj Vinkovci - NK Zrinski Bošnjaci 2:1 NK Sloga Borovo - NK Tomislav Cerna 1:3 NK Vidor Matijević Srijemske Laze - NK Frankopan Rokovci-Andrijaševci 2:1 NK HAŠK Sokol Stari Jankovci - NK Borac Drenovci 2:0  | NK Hajduk Tovarnik - NK Sloga Borovo 6:2 NK Vrbanja - NK Slavonac Gradište 1:1 NK Lipovac - NK Slavonija Soljani 2:1 NK Mladost Vođinci - HNK Radnički Vukovar 4:0 NK Zrinski Bošnjaci - NK Mladost Privlaka 3:1 NK HAŠK Sokol Stari Jankovci - NK Dilj Vinkovci 3:1 NK Tomislav Cerna - NK Vidor Matijević Srijemske Laze 0:2 NK Borac Drenovci - NK Frankopan Rokovci-Andrijaševci 2:2 |
| NK Vidor Matijević Srijemske Laze - NK Hajduk Tovarnik 2:0 NK Sloga Borovo - NK Vrbanja 1:1 NK Slavonac Gradište - NK Lipovac 3:0 NK Slavonija Soljani - NK Mladost Vođinci 6:0 HNK Radnički Vukovar - NK Zrinski Bošnjaci 2:1 NK Mladost Privlaka - NK HAŠK Sokol Stari Jankovci 0:1 NK Frankopan Rokovci-Andrijaševci - NK Tomislav Cerna 1:2 NK Dilj Vinkovci - NK Borac Drenovci 0:1 | NK Hajduk Tovarnik - NK Frankopan Rokovci-Andrijaševci 0:1 NK Vrbanja - NK Vidor Matijević Srijemske Laze 1:1 NK Lipovac - NK Sloga Borovo 2:0 NK Mladost Vođinci - NK Slavonac Gradište 0:0 NK Zrinski Bošnjaci - NK Slavonija Soljani 0:1 NK HAŠK Sokol Stari Jankovci - HNK Radnički Vukovar 3:2 NK Dilj Vinkovci - NK Mladost Privlaka 3:0 NK Borac Drenovci - NK Tomislav Cerna 3:1  | NK Tomislav Cerna - NK Hajduk Tovarnik 2:1 NK Frankopan Rokovci-Andrijaševci - NK Vrbanja 1:0 NK Vidor Matijević Srijemske Laze - NK Lipovac 5:0 NK Sloga Borovo - NK Mladost Vođinci 0:0 NK Slavonac Gradište - NK Zrinski Bošnjaci 3:0 NK Slavonija Soljani - NK HAŠK Sokol Stari Jankovci 3:0 HNK Radnički Vukovar - NK Dilj Vinkovci 1:5 NK Mladost Privlaka - NK Borac Drenovci 1:2 |
| HNK Radnički Vukovar - NK Mladost Privlaka 4:0 NK Slavonija Soljani - NK Dilj Vinkovci 5:1 NK Slavonac Gradište - NK HAŠK Sokol Stari Jankovci 2:1 NK Sloga Borovo - NK Zrinski Bošnjaci 0:3 NK Vidor Matijević Srijemske Laze - NK Mladost Vođinci 2:2 NK Frankopan Rokovci-Andrijaševci - NK Lipovac 2:0 NK Tomislav Cerna - NK Vrbanja 1:0 NK Borac Drenovci - NK Hajduk Tovarnik 3:1 | NK Vrbanja - NK Hajduk Tovarnik 4:1 NK Lipovac - NK Tomislav Cerna 0:1 NK Mladost Vođinci - NK Frankopan Rokovci-Andrijaševci 3:2 NK Zrinski Bošnjaci - NK Vidor Matijević Srijemske Laze 1:1 NK HAŠK Sokol Stari Jankovci - NK Sloga Borovo 6:1 NK Dilj Vinkovci - NK Slavonac Gradište 0:0 NK Mladost Privlaka - NK Slavonija Soljani 2:1 HNK Radnički Vukovar - NK Borac Drenovci 1:0  | NK Hajduk Tovarnik - NK Lipovac 4:1 NK Tomislav Cerna - NK Mladost Vođinci 2:2 NK Frankopan Rokovci-Andrijaševci - NK Zrinski Bošnjaci 1:1 NK Vidor Matijević Srijemske Laze - NK HAŠK Sokol Stari Jankovci 0:1 NK Sloga Borovo - NK Dilj Vinkovci 1:1 NK Slavonac Gradište - NK Mladost Privlaka 0:1 NK Slavonija Soljani - HNK Radnički Vukovar 1:2 NK Borac Drenovci - NK Vrbanja 1:2 |
| NK Mladost Vođinci - NK Hajduk Tovarnik 1:0 NK Lipovac - NK Vrbanja 0:4 NK Zrinski Bošnjaci - NK Tomislav Cerna 1:5 NK HAŠK Sokol Stari Jankovci - NK Frankopan Rokovci-Andrijaševci2:0 NK Dilj Vinkovci - NK Vidor Matijević Srijemske Laze 0:2 NK Mladost Privlaka - NK Sloga Borovo 2:0 HNK Radnički Vukovar - NK Slavonac Gradište 0:0 NK Slavonija Soljani - NK Borac Drenovci 3:2  | NK Hajduk Tovarnik - NK Zrinski Bošnjaci 2:2 NK Vrbanja - NK Mladost Vođinci 1:0 NK Tomislav Cerna - NK HAŠK Sokol Stari Jankovci 2:2 NK Frankopan Rokovci-Andrijaševci - NK Dilj Vinkovci 1:0 NK Vidor Matijević Srijemske Laze - NK Mladost Privlaka 3:0 NK Sloga Borovo - HNK Radnički Vukovar 2:2 NK Slavonac Gradište - NK Slavonija Soljani 5:1 NK Borac Drenovci - NK Lipovac 4:0  | NK HAŠK Sokol Stari Jankovci - NK Hajduk Tovarnik 9:1 NK Zrinski Bošnjaci - NK Vrbanja 5:0 NK Mladost Vođinci - NK Lipovac 2:2 NK Dilj Vinkovci - NK Tomislav Cerna 0:1 NK Mladost Privlaka - NK Frankopan Rokovci-Andrijaševci 2:2 HNK Radnički Vukovar - NK Vidor Matijević Srijemske Laze 2:2 NK Slavonija Soljani - NK Sloga Borovo 7:3 NK Slavonac Gradište - NK Borac Drenovci 4:0 |
| NK Hajduk Tovarnik - NK Dilj Vinkovci 1:2 NK Vrbanja - NK HAŠK Sokol Stari Jankovci 1:1 NK Lipovac - NK Zrinski Bošnjaci 1:6 NK Tomislav Cerna - NK Mladost Privlaka 4:2 NK Frankopan Rokovci-Andrijaševci - HNK Radnički Vukovar 2:1 NK Vidor Matijević Srijemske Laze - NK Slavonija Soljani 2:0 NK Sloga Borovo - NK Slavonac Gradište 1:4 NK Borac Drenovci - NK Mladost Vođinci 3:2 | NK Mladost Privlaka - NK Hajduk Tovarnik 3:1 NK Dilj Vinkovci - NK Vrbanja 3:2 NK HAŠK Sokol Stari Jankovci - NK Lipovac 5:2 NK Zrinski Bošnjaci - NK Mladost Vođinci 3:0 HNK Radnički Vukovar - NK Tomislav Cerna 0:1 NK Slavonija Soljani - NK Frankopan Rokovci-Andrijaševci 2:0 NK Slavonac Gradište - NK Vidor Matijević Srijemske Laze 6:1 NK Sloga Borovo - NK Borac Drenovci 2:0  | NK Hajduk Tovarnik - HNK Radnički Vukovar 1:2 NK Vrbanja - NK Mladost Privlaka 5:2 NK Lipovac - NK Dilj Vinkovci 1:3 NK Mladost Vođinci - NK HAŠK Sokol Stari Jankovci 1:1 NK Tomislav Cerna - NK Slavonija Soljani 2:1 NK Frankopan Rokovci-Andrijaševci - NK Slavonac Gradište 2:1 NK Vidor Matijević Srijemske Laze - NK Sloga Borovo 4:0 NK Borac Drenovci - NK Zrinski Bošnjaci 1:2 |
| NK Slavonija Soljani - NK Hajduk Tovarnik 7:0 HNK Radnički Vukovar - NK Vrbanja 0:0 NK Mladost Privlaka - NK Lipovac 3:0 NK Dilj Vinkovci - NK Mladost Vođinci 5:2 NK HAŠK Sokol Stari Jankovci - NK Zrinski Bošnjaci 4:2 NK Slavonac Gradište - NK Tomislav Cerna 0:1 NK Sloga Borovo - NK Frankopan Rokovci-Andrijaševci 3:0 NK Vidor Matijević Srijemske Laze - NK Borac Drenovci 2:1 | NK Hajduk Tovarnik - NK Slavonac Gradište 3:4 NK Vrbanja - NK Slavonija Soljani 0:0 NK Lipovac - HNK Radnički Vukovar 3:1 NK Mladost Vođinci - NK Mladost Privlaka 3:1 NK Zrinski Bošnjaci - NK Dilj Vinkovci 7:0 NK Tomislav Cerna - NK Sloga Borovo 5:0 NK Frankopan Rokovci-Andrijaševci - NK Vidor Matijević Srijemske Laze 0:0 NK Borac Drenovci - NK HAŠK Sokol Stari Jankovci 1:3  | NK Sloga Borovo - NK Hajduk Tovarnik 5:2 NK Slavonac Gradište - NK Vrbanja 3:1 NK Slavonija Soljani - NK Lipovac 3:0 HNK Radnički Vukovar - NK Mladost Vođinci 2:0 NK Mladost Privlaka - NK Zrinski Bošnjaci 2:1 NK Dilj Vinkovci - NK HAŠK Sokol Stari Jankovci 2:1 NK Vidor Matijević Srijemske Laze - NK Tomislav Cerna 3:1 NK Frankopan Rokovci-Andrijaševci - NK Borac Drenovci 0:0 |
| NK Hajduk Tovarnik - NK Vidor Matijević Srijemske Laze 2:1 NK Vrbanja - NK Sloga Borovo 3:1 NK Lipovac - NK Slavonac Gradište 2:2 NK Mladost Vođinci - NK Slavonija Soljani 2:2 NK Zrinski Bošnjaci - HNK Radnički Vukovar 3:2 NK HAŠK Sokol Stari Jankovci - NK Mladost Privlaka 0:1 NK Tomislav Cerna - NK Frankopan Rokovci-Andrijaševci 0:1 NK Borac Drenovci - NK Dilj Vinkovci 2:1 | NK Frankopan Rokovci-Andrijaševci - NK Hajduk Tovarnik 3:0 NK Vidor Matijević Srijemske Laze - NK Vrbanja 2:1 NK Sloga Borovo - NK Lipovac 2:3 NK Slavonac Gradište - NK Mladost Vođinci 11:2 NK Slavonija Soljani - NK Zrinski Bošnjaci 2:1 HNK Radnički Vukovar - NK HAŠK Sokol Stari Jankovci 6:5 NK Mladost Privlaka - NK Dilj Vinkovci 2:1 NK Tomislav Cerna - NK Borac Drenovci 0:0 | NK Hajduk Tovarnik - NK Tomislav Cerna 5:3 NK Vrbanja - NK Frankopan Rokovci-Andrijaševci 2:1 NK Lipovac - NK Vidor Matijević Srijemske Laze 0:2 NK Mladost Vođinci - NK Sloga Borovo 6:0 NK Zrinski Bošnjaci - NK Slavonac Gradište 1:0 NK HAŠK Sokol Stari Jankovci - NK Slavonija Soljani 3:2 NK Dilj Vinkovci - HNK Radnički Vukovar 1:2 NK Borac Drenovci - NK Mladost Privlaka 7:1 |